# Idioma chol
El idioma chol o ch'ol, cuyo endónimo es lakty'añ, es una lengua mayense de la rama cholana hablada por el pueblo chol, que habita principalmente los estados mexicanos de Quintana Roo, Campeche, Tabasco y Chiapas, siendo Chiapas donde se concentran la mayoría de los hablantes, sobre todo en los municipios de Palenque, Tila, Tumbalá, Sabanilla, Salto de Agua, Catazajá y Yajalón.
El chol se divide en tres dialectos: 
- Chol de Tila, hablado por casi 44 000 personas, con un índice de 25 % de monolingüismo. Esta variedad se habla principalmente en el municipio de Tila, en Chiapas;
- Chol de Tumbalá, hablado por 90 000 personas en el municipio de Tumbalá, también en Chiapas. El índice de monolingüismo de los hablantes de esta variedad es de 30 % aproximadamente;
- Chol de Sabanilla.

El grupo cholano de la familia mayense es considerado como un conjunto de lenguas bastante conservadoras. Se ha sostenido que las lenguas cholanas, es decir, el chol, el chontal y el chortí, serían muy cercanas al maya clásico.

## Fonología
En las siguientes tablas se presentan los fonemas del chol, mostrando a la izquierda el grafema de la ortografía cholana actual.

### Vocales
|            | Anterior | Central | Posterior |
| ---------- | -------- | ------- | --------- |
| Cerrada    | i /i/    | ä /ɨ/   | u /u/     |
| Intermedia | e /e/    | o /o/   |           |
| Abierta    |          | a /a/   |           |

### Consonantes
|             |             | Bilabial | Dental | Alveolar          | Palatal   | Velar   | Labio-velar | Glotal |
| ----------- | ----------- | -------- | ------ | ----------------- | --------- | ------- | ----------- | ------ |
| Oclusivas   | Sordas      | p [p]    |        | t [t] ty [tʲ]     |           | k [k]   |             | ’ [ʔ]  |
| Oclusivas   | Eyectivas   | p' [p']  |        | tʼ [tʼ] ty' [tʲ'] |           | kʼ [kʼ] |             |        |
| Oclusivas   | Sonoras     | b [b]    |        |                   |           |         |             |        |
| Fricativas  | Fricativas  |          |        | s [s]             | x [ʃ]     |         |             | j [h]  |
| Africadas   | Sordas      |          |        | ts [t͡s]           | ch [t͡ʃ]   |         |             |        |
| Africadas   | Eyectivas   |          |        | tsʼ [t͡sʼ]         | chʼ [t͡ʃʼ] |         |             |        |
| Nasales     | Nasales     | m [m]    |        | n [n]             | ñ [ɲ]     |         |             |        |
| Líquidas    | Líquidas    |          |        | l [l]             |           |         |             |        |
| Vibrantes   | Vibrantes   |          |        | r [r]             |           |         |             |        |
| Semivocales | Semivocales | w [w]    |        |                   | y [j]     |         |             |        |

## Morfología y sintaxis
El chol, al igual que las demás lenguas mayenses, es una lengua aglutinante, es decir, que aglutina a un radical (verbo, sustantivo o adjetivo), marcas de agente (el que realiza la acción verbal), de sujeto (el poseedor del objeto o relación personal), a través de un sistema de sufijos y prefijos.
chol significa;decir

## Números
El sistema de numeración del chol es vigesimal (se va contando a partir de múltiplos de 20), al igual como sucede con las demás lenguas mayenses, y en general, con las demás lenguas mesoamericanas. La razón obedece a que estas lenguas basan su sistema numérico a partir del número de dedos que posee el ser humano. Los veinte primeros números se enlistan a continuación:
1 jump'ej
2 cha'p'ej
3 uxp'ej
4 chänp'ej
5 jo'p'ej
6 wäkp'ej
7 wukp'ej
8 waxäkp'ej
9 bolomp'ej
10 lujump'ej
11 junlujump'ej
12 cha'lujump'ej
13 uxlujump'ej
14 chänlujump'ej
15 jo'lujump'ej
16 wäklujump'ej
17 wuklujump'ej
18 waxäklujump'ej
19 bolomlujump'ej
20 junk'al